# Il principe scomparso
Il principe scomparso (Incognito) è un film del 1934 diretto da Kurt Gerron.

## Produzione
Il film fu prodotto dalla Productions Arys.

## Distribuzione
In Francia, il film uscì nelle sale il 2 marzo 1934.